# 中国大坝工程学会
中国大坝工程学会是中华人民共和国大坝工程科技工作者组成的群众性学术团体，是中国科学技术协会主管的社会团体，1974年成立，曾用名中国大坝委员会、中国大坝协会。